# 西脇市立比延小学校
西脇市立比延小学校（にしわきしりつ ひえしょうがっこう）は、兵庫県西脇市比延町にある公立小学校である。略称は比延小（ひえしょう）。

## 沿革
- 1873年（明治6年）5月 - 旧氏神別当跡、別所村順時山成就寺鎮那院を校舎に当て、鎮那小学校として設立[1]。
- 1876年（明治9年） - 飾磨県第4大区第一小区比叡小学校に改称[1]。
- 1879年（明治12年） - 多可郡比叡小学校に改称[1]。
- 1887年（明治20年） - 多可郡八番区比叡簡易小学校に改称[1]。
- 1888年（明治21年） - 多可郡八番区比英尋常小学校に改称。校舎を改築[1]。
- 1890年（明治23年） - 比延庄村立比英尋常小学校に改称[1]。
- 1924年（大正13年） - 比延第一尋常高等小学校に改称[1]。
- 1941年（昭和16年） - 国民学校令施行により、比延第一国民学校に改称[1]。
- 1947年（昭和22年） - 学校教育法施行により、比延庄村立比延第一小学校に改称[1]。
- 1952年（昭和27年）4月1日 - 比延庄村が西脇市へ合併し、西脇市立比延第一小学校に改称[1]。
- 1953年（昭和28年） - 比延幼稚園を併設[1]。
- 1959年（昭和34年） - 校舎を改築[1]。
- 1960年（昭和35年） - 西脇市立比延小学校に改称。屋内体育館兼講堂を建設[1]。
- 1970年（昭和45年） - プールを落成[1]。
- 1971年（昭和46年） - 全国健康優良校の表彰を受ける[1]。
- 1972年（昭和47年）12月 - 創立100周年記念誌『西脇市立比延小学校百年のあゆみ』を発行[2]。
- 1981年（昭和56年） - 消防庁より少年消防クラブの表彰を受ける[1]。
- 1983年（昭和58年） - 文部省より学校給食優良校として表彰される[1]。
- 1994年（平成6年） - 全国健康稚進学校中規模校県代表として表彰される。兵庫県及び村尾育英会より、少年消防クラブの表彰を受ける[1]。
- 1999年（平成11年） - 新校舎を落成[1]。
- 2000年（平成12年） - 新屋内運動場を落成[1]。
- 2004年（平成16年） - 文部科学省委嘱・県教育委員会指定の「歯・ロの健康つくり」の研究発表を開催[1]。
- 2007年（平成19年） - 学童保育棟を落成[1]。
- 2008年（平成20年） - 特別支援学級（情緒障害）を開設[1]。
- 2011年（平成23年） - 特別支援学級（肢体不自由）を開設。兵庫県歯科保健文化功労賞を受賞[1]。
- 2012年（平成24年） - 兵庫県学校歯科保健努力校として表彰される[1]。
- 2015年（平成27年） - 北校舎屋根にソーラーパネルを設置し、太陽光発電設備を稼働[1]。
- 2018年（平成30年） - 兵庫県赤十字銀枠感謝状を受ける[1]。
- 2020年（令和2年）3月 - 新型コロナウイルスの感染拡大により臨時休校を取る[1]。

## 主な行事
2024年度の主な学校行事。
1学期
- 4月 - 1学期始業式、入学式、離任式、家庭訪問
- 5月 - 自然学校（5年生）、交通安全教室
- 7月 - 個別懇談、1学期終業式
- 夏季休業（8月） - 奉仕作業

2学期
- 9月 - 2学期始業式、運動会
- 10月 - 秋祭り、北播小学生陸上競技記録会、修学旅行（6年生）
- 11月 - 校内音楽会、音楽発表会、連合音楽会
- 12月 - マラソン大会、個人懇談、2学期終業式
- 冬季休業

3学期
- 1月 - 3学期始業式
- 2月 - 新1年生入学説明会、6年生を送る会
- 3月 - 卒業式、修了式
- 春季休業

## 校区
- 比延町、上比延町、鹿野町、塚口町、高嶋町、掘町[4]

## 主な進学先
- 西脇市立西脇東中学校
- 西脇市立西脇中学校

出典：

## 校区が隣接している学校
- 西脇市立双葉小学校
- 西脇市立楠丘小学校
- 西脇市立西脇小学校
- 西脇市立重春小学校
- 加東市立社学園小中学校